# Bonvillers
Ne doit pas être confondu avec Bonviller.
Bonvillers est une commune française située dans le département de l'Oise en région Hauts-de-France.
Ses habitants sont appelés les Bonvillois et les Bonvilloises.

## Géographie

### Description
Bonvillers est un village rural picard du Plateau picard situé à quelques kilomètres au sud-est de Breteuil (Oise) et aisément accessible par l'ancienne route nationale 16. (actuelle RD 916).
Entre Paillart, Bonvillers et Ansauvillers, cette route est proche d'une ancienne  voie romaine, allant de Senlis à Amiens et que l'on peut reconnaitre sur la distance séparant ces villages. Elle est désignée sur les cartes sous le nom de chaussée Brunehaut.
La commune est située sur le méridien de Paris et accueille l'une des bornes de la Méridienne verte.

### Communes limitrophes
| Beauvoir                |            | Chepoix      |
| Saint-André-Farivillers | Bonvillers |              |
| Campremy                |            | Ansauvillers |

### Hydrographie
La commune est traversée par la ligne de partage des eaux entre les bassins hydrographiques Artois-Picardie et Seine-Normandie. Elle n'est drainée par aucun cours d'eau.

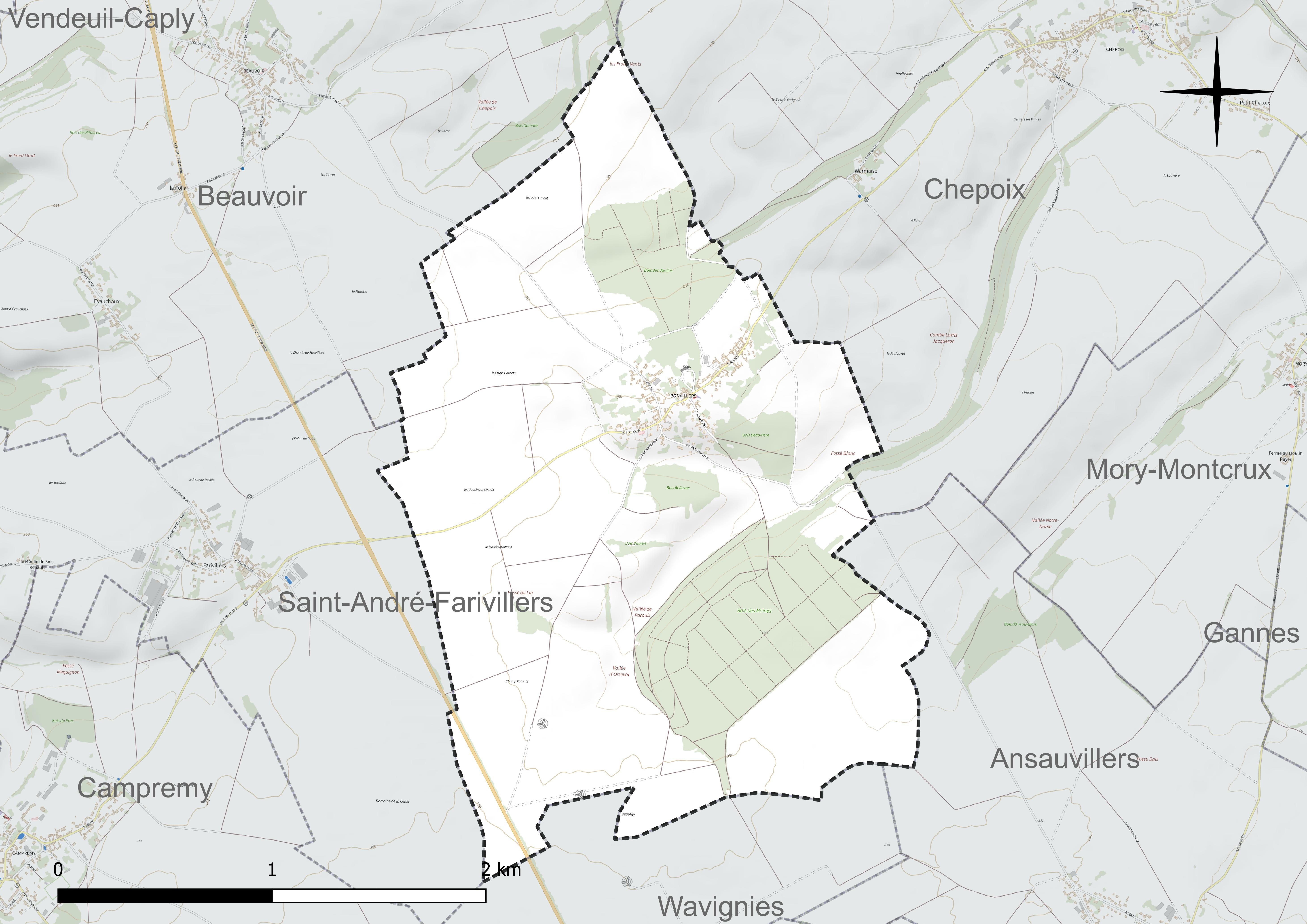
Réseau hydrographique de Bonvillers.

### Climat
Pour des articles plus généraux, voir Climat des Hauts-de-France et Climat de l'Oise.
En 2010, le climat de la commune est de type climat océanique dégradé des plaines du Centre et du Nord, selon une étude du CNRS s'appuyant sur une série de données couvrant la période 1971-2000. En 2020, Météo-France publie une typologie des climats de la France métropolitaine dans laquelle la commune est exposée à un climat océanique et est dans la région climatique Nord-est du bassin Parisien, caractérisée par un ensoleillement médiocre, une pluviométrie moyenne régulièrement répartie au cours de l'année et un hiver froid (3 °C).
Pour la période 1971-2000, la température annuelle moyenne est de 10,2 °C, avec une amplitude thermique annuelle de 14,3 °C. Le cumul annuel moyen de précipitations est de 706 mm, avec 11,6 jours de précipitations en janvier et 8,3 jours en juillet. Pour la période 1991-2020, la température moyenne annuelle observée sur la station météorologique la plus proche, située sur la commune de Rouvroy-les-Merles à 6 km à vol d'oiseau, est de 10,7 °C et le cumul annuel moyen de précipitations est de 647,9 mm,. Pour l'avenir, les paramètres climatiques de la commune estimés pour 2050 selon différents scénarios d'émission de gaz à effet de serre sont consultables sur un site dédié publié par Météo-France en novembre 2022.

## Urbanisme

### Typologie
Au 1er janvier 2024, Bonvillers est catégorisée commune rurale à habitat dispersé, selon la nouvelle grille communale de densité à sept niveaux définie par l'Insee en 2022.
Elle est située hors unité urbaine et hors attraction des villes,.

### Occupation des sols
L'occupation des sols de la commune, telle qu'elle ressort de la base de données européenne d'occupation biophysique des sols Corine Land Cover (CLC), est marquée par l'importance des territoires agricoles (74,8 % en 2018), une proportion identique à celle de 1990 (74,8 %). La répartition détaillée en 2018 est la suivante :
terres arables (74,8 %), forêts (18,2 %), zones urbanisées (7 %). L'évolution de l'occupation des sols de la commune et de ses infrastructures peut être observée sur les différentes représentations cartographiques du territoire : la carte de Cassini (XVIIIe siècle), la carte d'état-major (1820-1866) et les cartes ou photos aériennes de l'IGN pour la période actuelle (1950 à aujourd'hui).

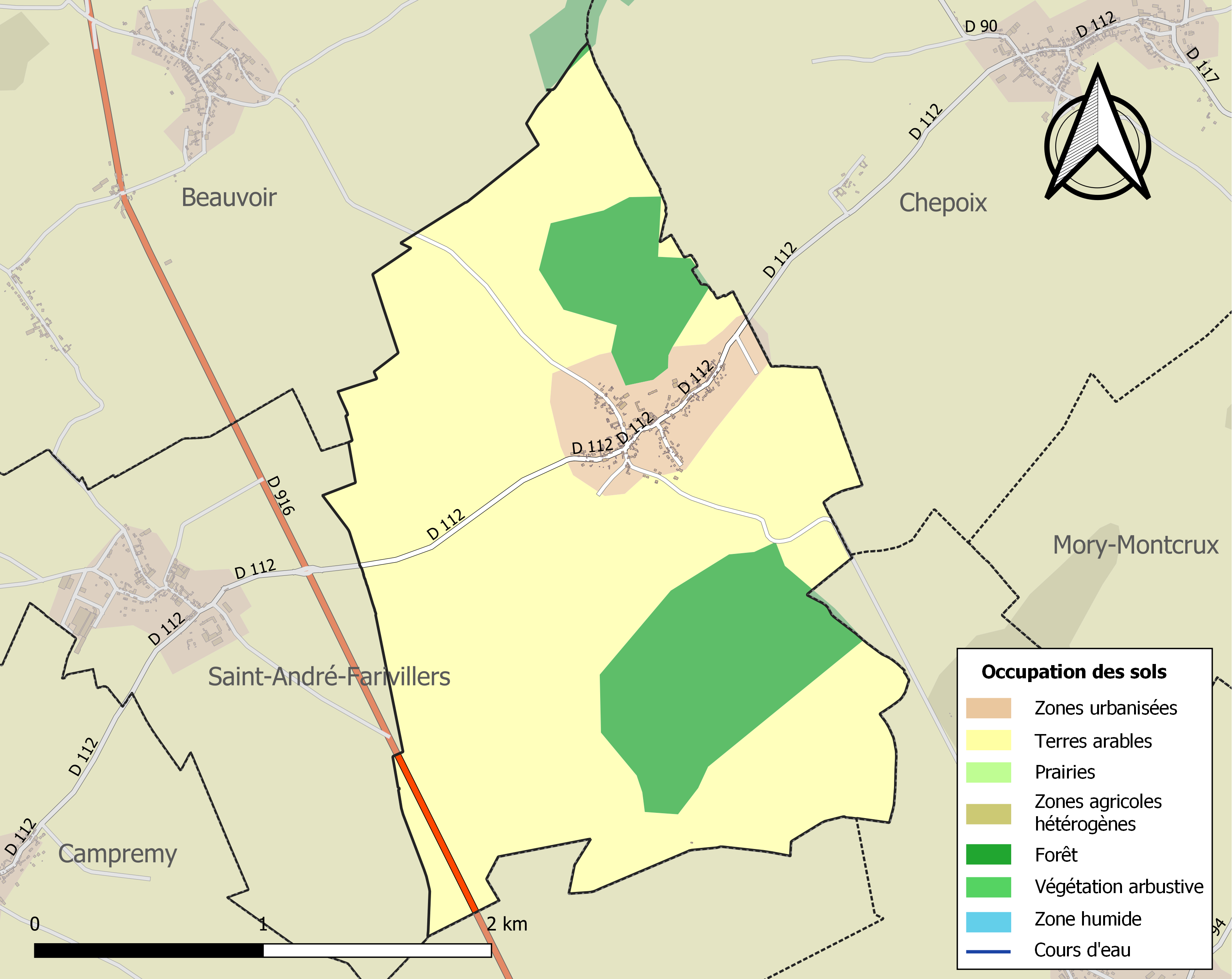
Carte des infrastructures et de l'occupation des sols de la commune en 2018 (CLC).

### Habitat et logement
En 2018, le nombre total de logements dans la commune était de 94, alors qu'il était de 98 en 2013 et de 90 en 2008.
Parmi ces logements, 83,8 % étaient des résidences principales, 9,7 % des résidences secondaires et 6,5 % des logements vacants. Ces logements étaient pour 100 % d'entre eux des maisons individuelles et pour 0 % des appartements.
Le tableau ci-dessous présente la typologie des logements à Bonvillers en 2018 en comparaison avec celle de l'Oise et de la France entière. Une caractéristique marquante du parc de logements est ainsi une proportion de résidences secondaires et logements occasionnels (9,7 %) supérieure à celle du département (2,5 %) et à celle de la France entière (9,7 %). Concernant le statut d'occupation de ces logements, 84 % des habitants de la commune sont propriétaires de leur logement (89,6 % en 2013), contre 61,4 % pour l'Oise et 57,5 pour la France entière.
| Typologie                                               | Bonvillers | Oise | France entière |
| ------------------------------------------------------- | ---------- | ---- | -------------- |
| Résidences principales (en %)                           | 83,8       | 90,4 | 82,1           |
| Résidences secondaires et logements occasionnels (en %) | 9,7        | 2,5  | 9,7            |
| Logements vacants (en %)                                | 6,5        | 7,1  | 8,2            |

### Voies de communication et transports
La commune est desservie, en 2023, par les lignes 624, 6122 et 6140 du réseau interurbain de l'Oise.

## Toponymie
Le nom de la localité est attesté sous les formes Bonum villare (1180) ; Bon viler (1223) ; Bonum villar (1234) ; Bonovillare (vers 1260) ; Bonviller pres Bretheul (1523) ; Bonviler (1580) ; Bonviller (1587) ; Bouvilliers (1667) ; Bonvillers (1840).
Bonvillers vient du latin Bonus Villare, « (le) bon village / (le) bon domaine rural » (domaine agricole).

## Histoire

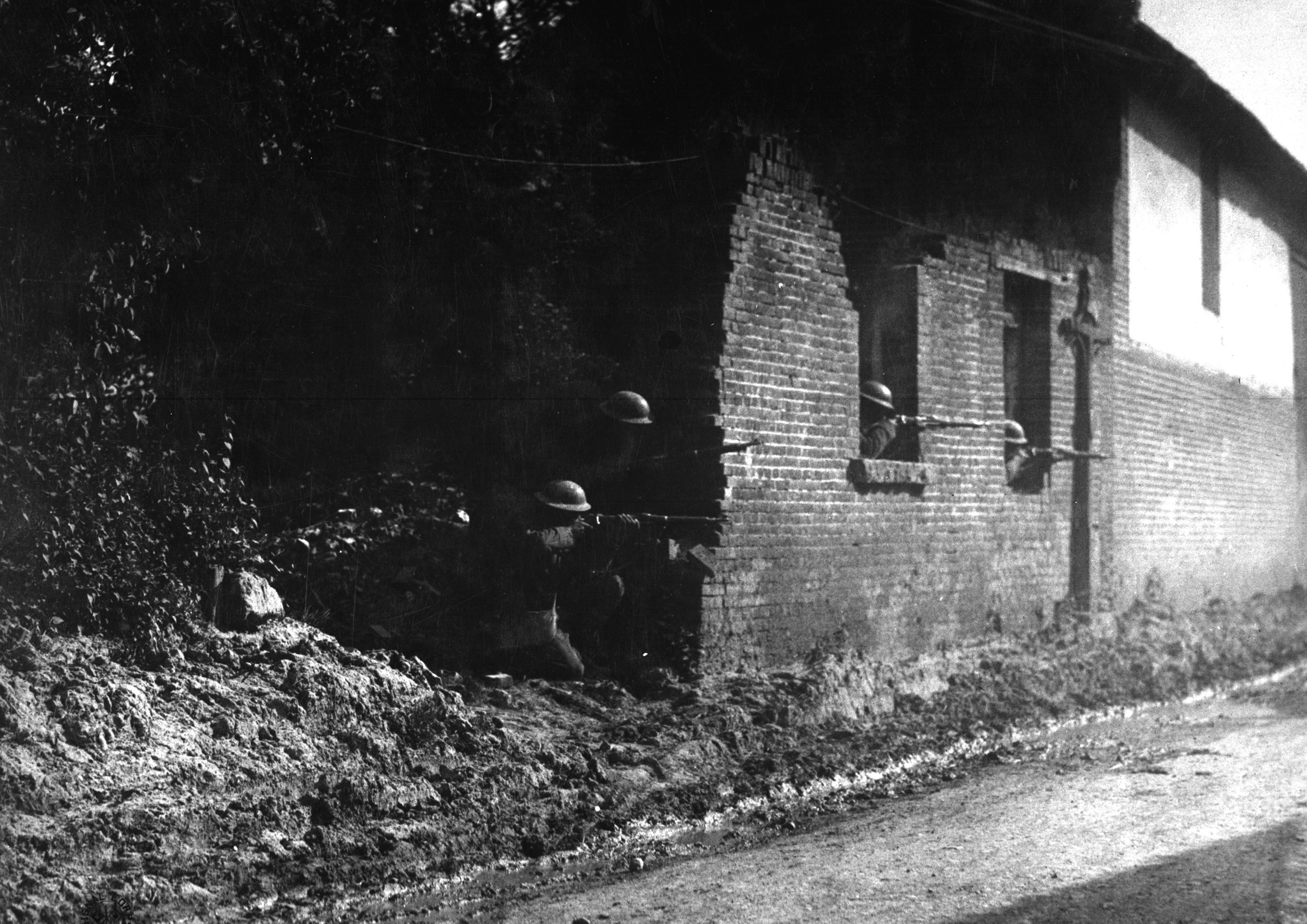
Soldats des États-Unis en action le 22 mai 1918 lors de la Première Guerre mondiale.

## Politique et administration

### Rattachements administratifs et électoraux
La commune se trouve dans l'arrondissement de Clermont du département de l'Oise. Pour l'élection des députés, elle fait partie de la première circonscription de l'Oise.
Elle faisait partie depuis 1801 du canton de Breteuil. Dans le cadre du redécoupage cantonal de 2014 en France, la commune rejoint le canton de Saint-Just-en-Chaussée.

### Intercommunalité
La commune faisait partie de la communauté de communes des Vallées de la Brèche et de la Noye créée fin 1992.
Dans le cadre des dispositions de la loi portant nouvelle organisation territoriale de la République (Loi NOTRe) du 7 août 2015, qui prévoit que les établissements publics de coopération intercommunale (EPCI) à fiscalité propre doivent avoir un minimum de 15 000 habitants, le préfet de l'Oise a publié en octobre 2015 un projet de nouveau schéma départemental de coopération intercommunale, qui prévoit la fusion de plusieurs intercommunalités, et notamment celle de Crèvecœur-le-Grand (CCC) et celle des Vallées de la Brèche et de la Noye (CCVBN), soit une intercommunalité de 61 communes pour une population totale de 27 196 habitants.
Après avis favorable de la majorité des conseils communautaires et municipaux concernés, cette intercommunalité dénommée communauté de communes de l'Oise picarde et dont la commune est désormais membre, est créée au 1er janvier 2017.

### Liste des maires
| Période                                  | Période                       | Identité        | Étiquette | Qualité |
| ---------------------------------------- | ----------------------------- | --------------- | --------- | --- |
| Les données manquantes sont à compléter. |                               |                 |           | |
| mars 1971                                | 2006                          | Philippe Loisel | UMP       | Agriculteur |
| 2006                                     | 2008                          | Marc Mathon     |           | Agriculteur |
| 2008                                     | En cours (au 2 décembre 2020) | Vincent Loisel  |           | Agriculteur Vice-président de la CC de l'Oise Picarde (2017 → ) Président du syndicat intercommunal d'eau potable (2014 → ) Réélu pour le mandat 2020-2026, |

### Politique de développement durable
En 2021, la municipalité a été à l'initiative de plantation de 500 m haies le long de chemins, afin de restituer la largeur des chemins, favoriser la biodiversité, améliorer l'agrément des randonnées et protégera du vent, tout en luttant contre l'érosion des sols. A cette occasion, certains chemins ont été réparés,.
Un parc de cinq éoliennes est exploité depuis 2011 par Enertrag sur Campremy et Bonvillers,

## Équipements et services publics
L'ancien café-épicerie a été transformé en salle multifonctions

### Enseignement
Les enfants de la commune sont scolarisés avec ceux de Chepoix, La Hérelle et Mory-Montcrux au sein d'un regroupement pédagogique intercommunal, qui a permis la réouverture de l'école à la fin des années 1990.

### Justice, sécurité, secours et défense
La commune s'est intégrée en 2016 dans le dispositif Voisins vigilants.

## Population et société

### Démographie

#### Évolution démographique
L'évolution du nombre d'habitants est connue à travers les recensements de la population effectués dans la commune depuis 1793. Pour les communes de moins de 10 000 habitants, une enquête de recensement portant sur toute la population est réalisée tous les cinq ans, les populations de référence des années intermédiaires étant quant à elles estimées par interpolation ou extrapolation. Pour la commune, le premier recensement exhaustif entrant dans le cadre du nouveau dispositif a été réalisé en 2006.

En 2022, la commune comptait 193 habitants, en évolution de −7,21 % par rapport à 2016 (Oise : +0,87 %, France hors Mayotte : +2,11 %).
| 1793 | 1800 | 1806 | 1821 | 1831 | 1836 | 1841 | 1846 | 1851 |
| ---- | ---- | ---- | ---- | ---- | ---- | ---- | ---- | ---- |
| 436  | 344  | 505  | 444  | 485  | 482  | 480  | 489  | 470  |

| 1856 | 1861 | 1866 | 1872 | 1876 | 1881 | 1886 | 1891 | 1896 |
| ---- | ---- | ---- | ---- | ---- | ---- | ---- | ---- | ---- |
| 430  | 401  | 356  | 341  | 300  | 270  | 236  | 226  | 216  |

| 1901 | 1906 | 1911 | 1921 | 1926 | 1931 | 1936 | 1946 | 1954 |
| ---- | ---- | ---- | ---- | ---- | ---- | ---- | ---- | ---- |
| 212  | 202  | 189  | 175  | 164  | 174  | 170  | 163  | 160  |

| 1962 | 1968 | 1975 | 1982 | 1990 | 1999 | 2006 | 2011 | 2016 |
| ---- | ---- | ---- | ---- | ---- | ---- | ---- | ---- | ---- |
| 146  | 143  | 145  | 165  | 177  | 191  | 201  | 219  | 208  |

| 2021 | 2022 | - | - | - | - | - | - | - |
| ---- | ---- | - | - | - | - | - | - | - |
| 195  | 193  | - | - | - | - | - | - | - |

#### Pyramide des âges
La population de la commune est relativement jeune.
En 2018, le taux de personnes d'un âge inférieur à 30 ans s'élève à 32,7 %, soit en dessous de la moyenne départementale (37,3 %). À l'inverse, le taux de personnes d'âge supérieur à 60 ans est de 20,2 % la même année, alors qu'il est de 22,8 % au niveau départemental.
En 2018, la commune comptait 107 hommes pour 95 femmes, soit un taux de 52,97 % d'hommes, largement supérieur au taux départemental (48,89 %).
Les pyramides des âges de la commune et du département s'établissent comme suit.
| Hommes | Classe d’âge | Femmes |
| ------ | ------------ | ------ |
| 0,0    | 90 ou +      | 0,0    |
| 4,5    | 75-89 ans    | 6,1    |
| 13,6   | 60-74 ans    | 16,3   |
| 25,5   | 45-59 ans    | 20,4   |
| 24,5   | 30-44 ans    | 23,5   |
| 16,4   | 15-29 ans    | 12,2   |
| 15,5   | 0-14 ans     | 21,4   |

| Hommes | Classe d’âge | Femmes |
| ------ | ------------ | ------ |
| 0,5    | 90 ou +      | 1,4    |
| 5,5    | 75-89 ans    | 7,6    |
| 15,6   | 60-74 ans    | 16,3   |
| 20,8   | 45-59 ans    | 20     |
| 19,4   | 30-44 ans    | 19,4   |
| 17,6   | 15-29 ans    | 16,2   |
| 20,6   | 0-14 ans     | 19,1   |

## Culture locale et patrimoine

### Lieux et monuments
- Église Saint-Martin : le Chœur, du XVIe siècle, possède des boiseries datant de 1760. La nef est très basse. À l'intérieur, deux charités de Saint-Martin sont y sont classés monument historique[32].
- Château : construit en briques et pierre de style Louis XIII, il appartient à la famille de Maindreville.
- Croix et calvaires
  - Croix, près de l'église Saint-Martin
  - Calvaire, route d'Ansauvillers
- Borne de la Méridienne verte

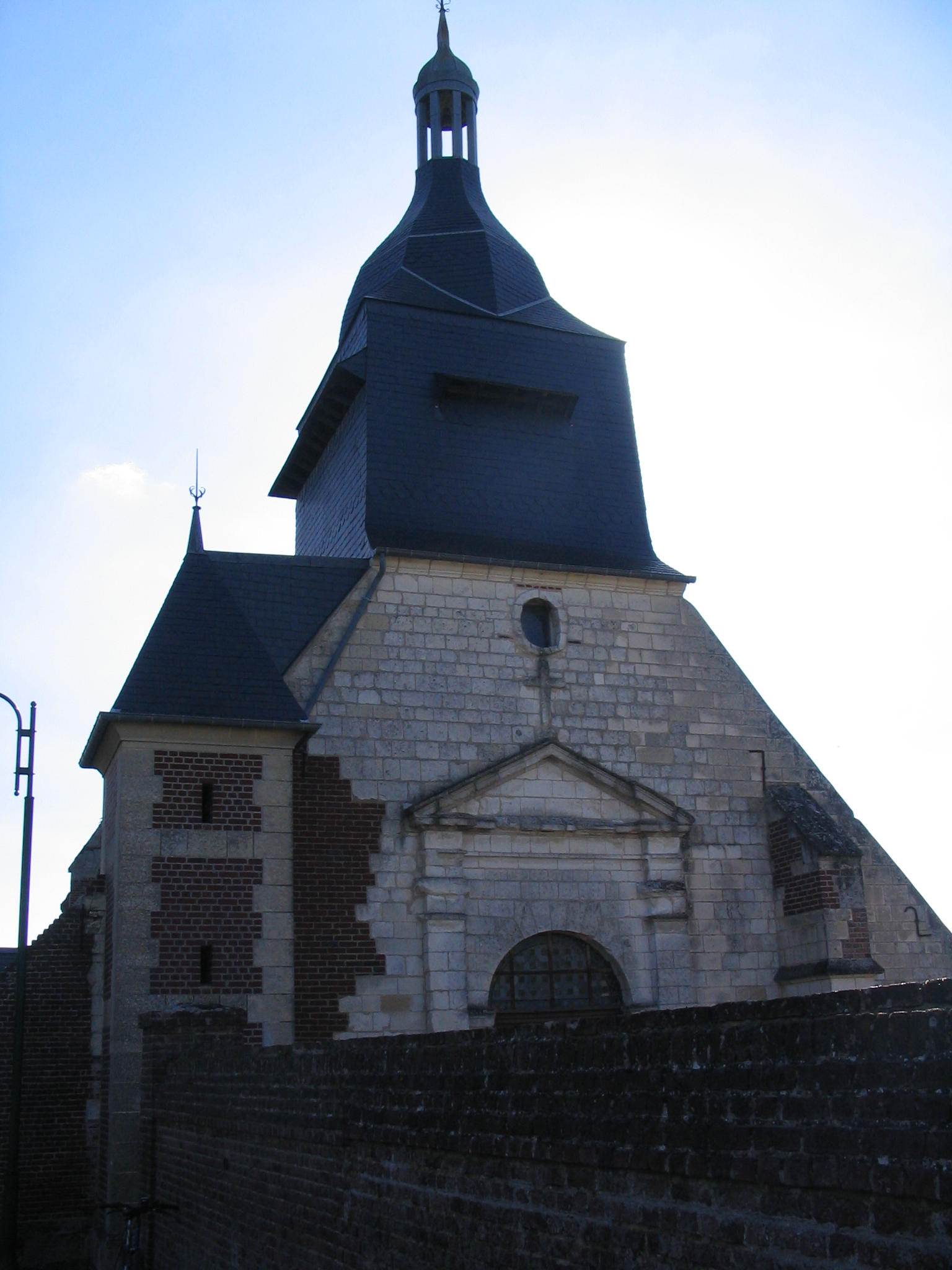
L'église Saint-Martin.
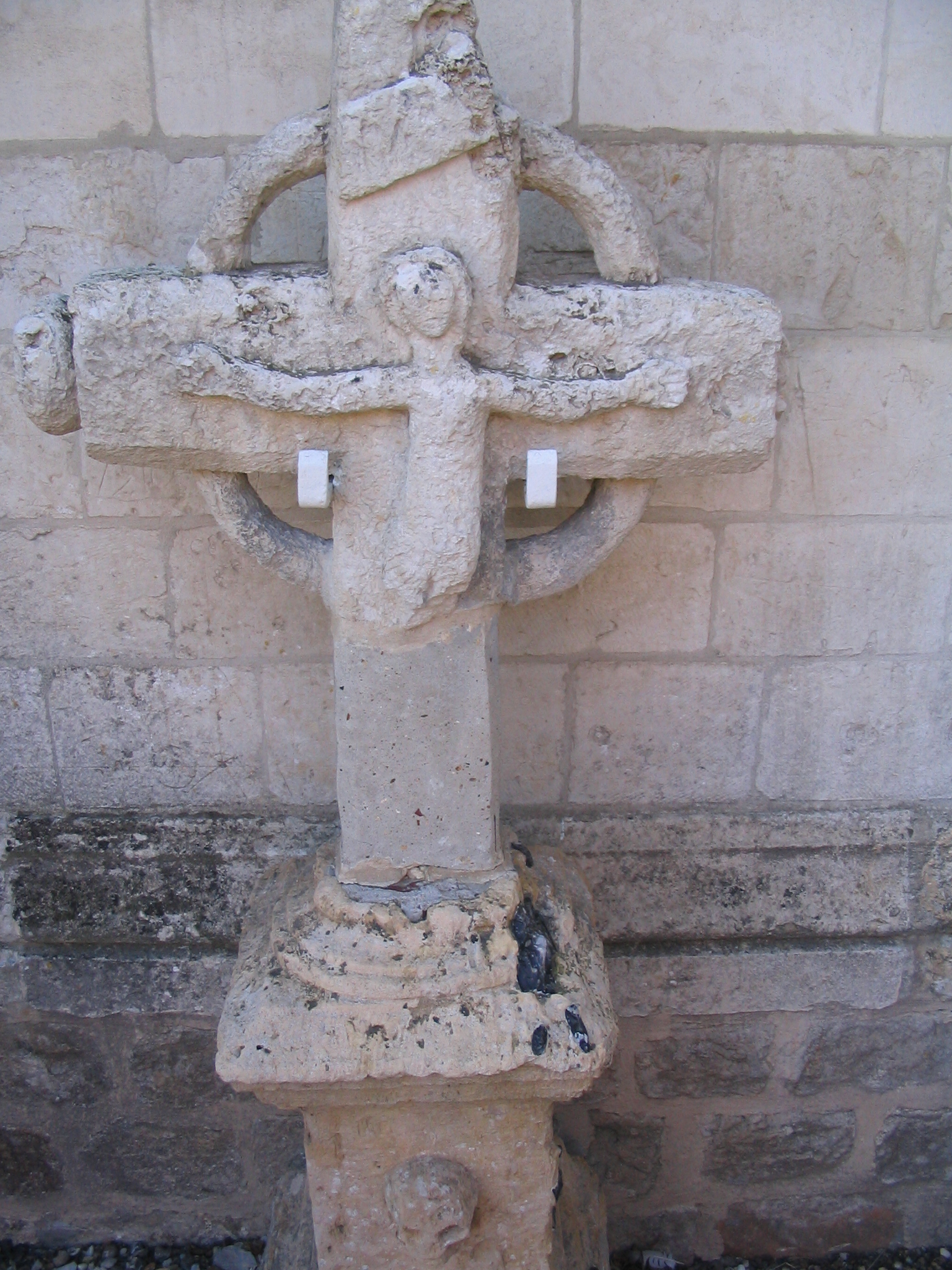
Croix, près de l'église Saint-Martin.
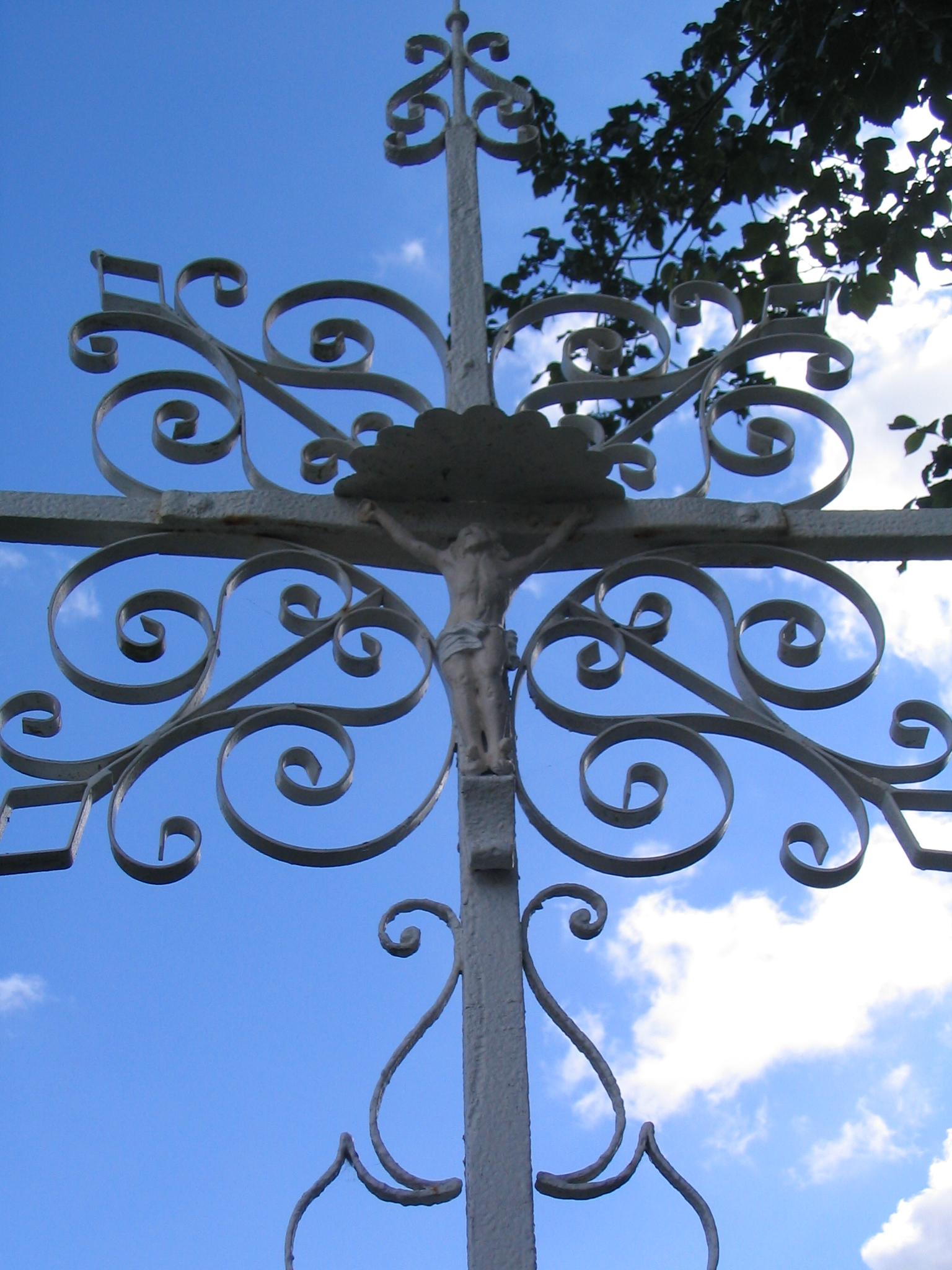
Détail du calvaire sur la D 112.
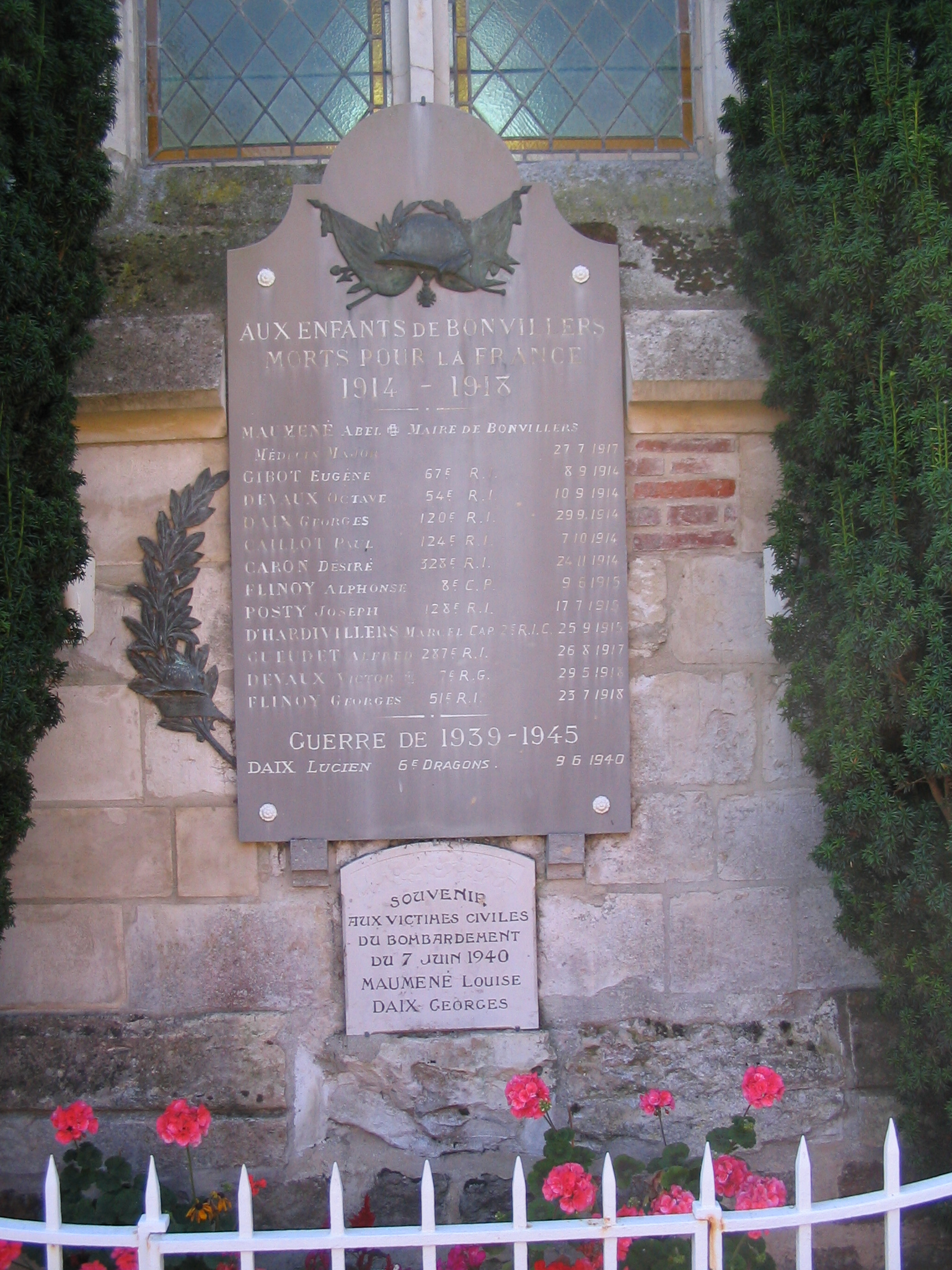
Le monument aux morts.
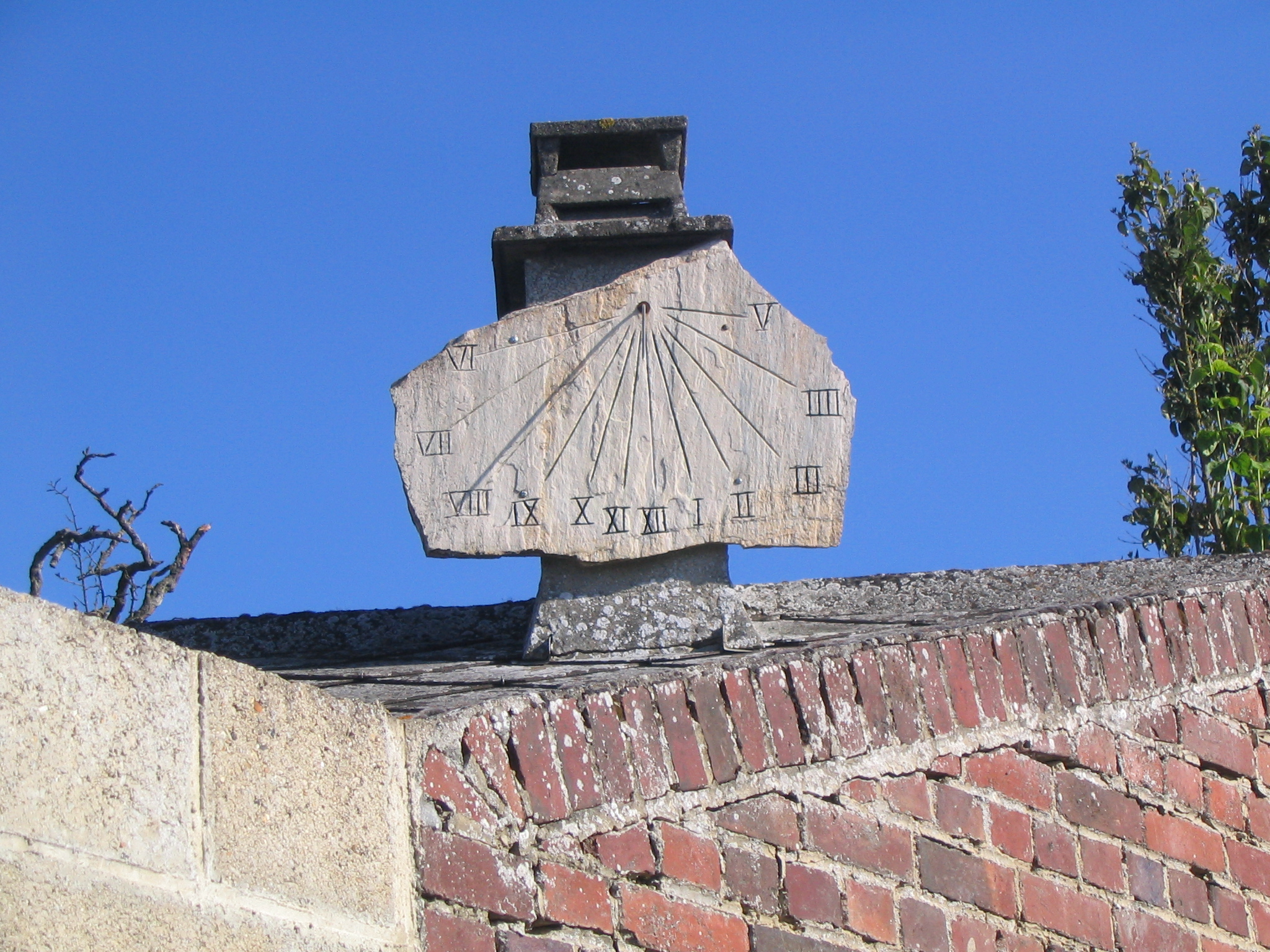
Cadran solaire.
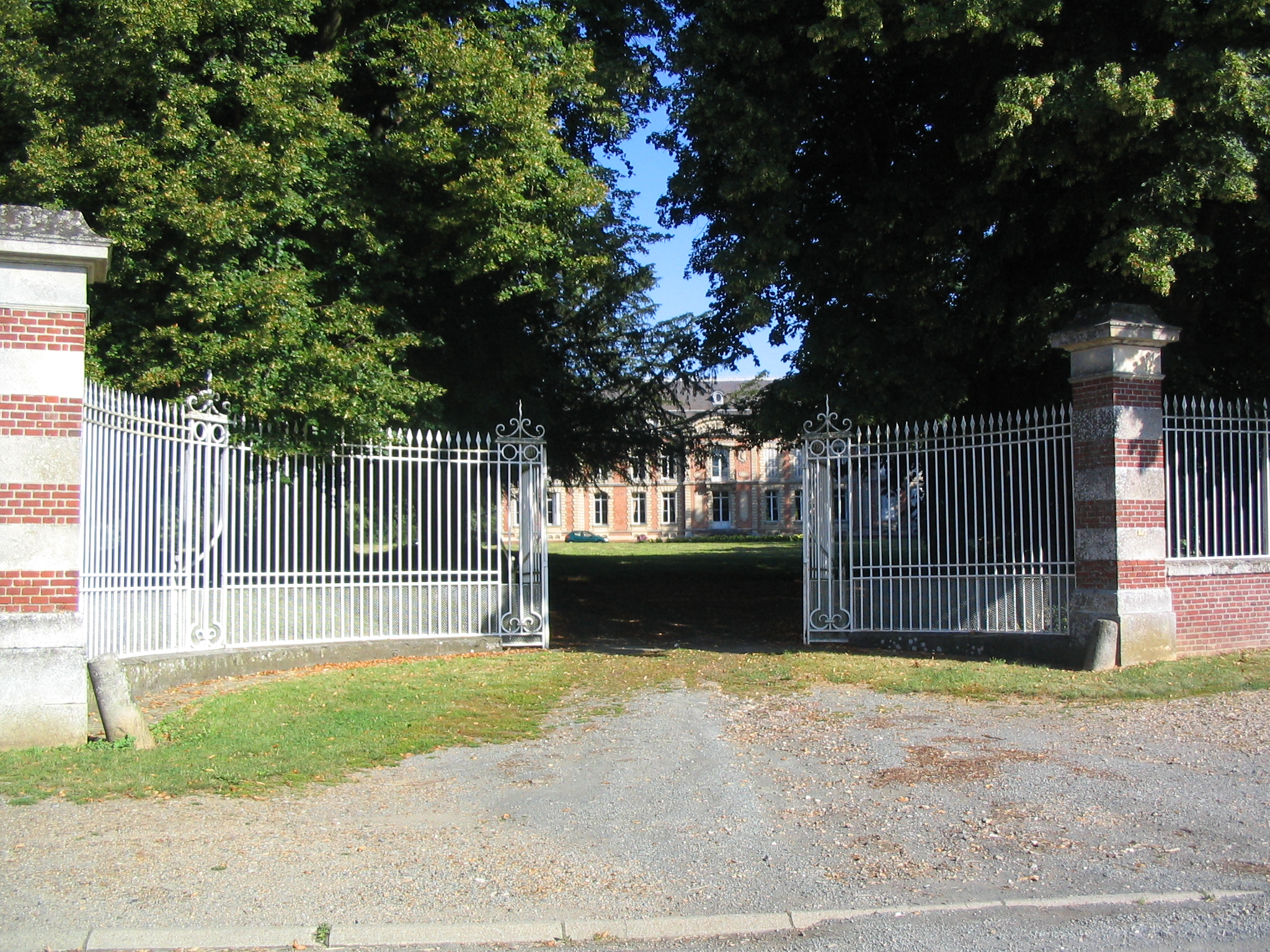
L'entrée du château.
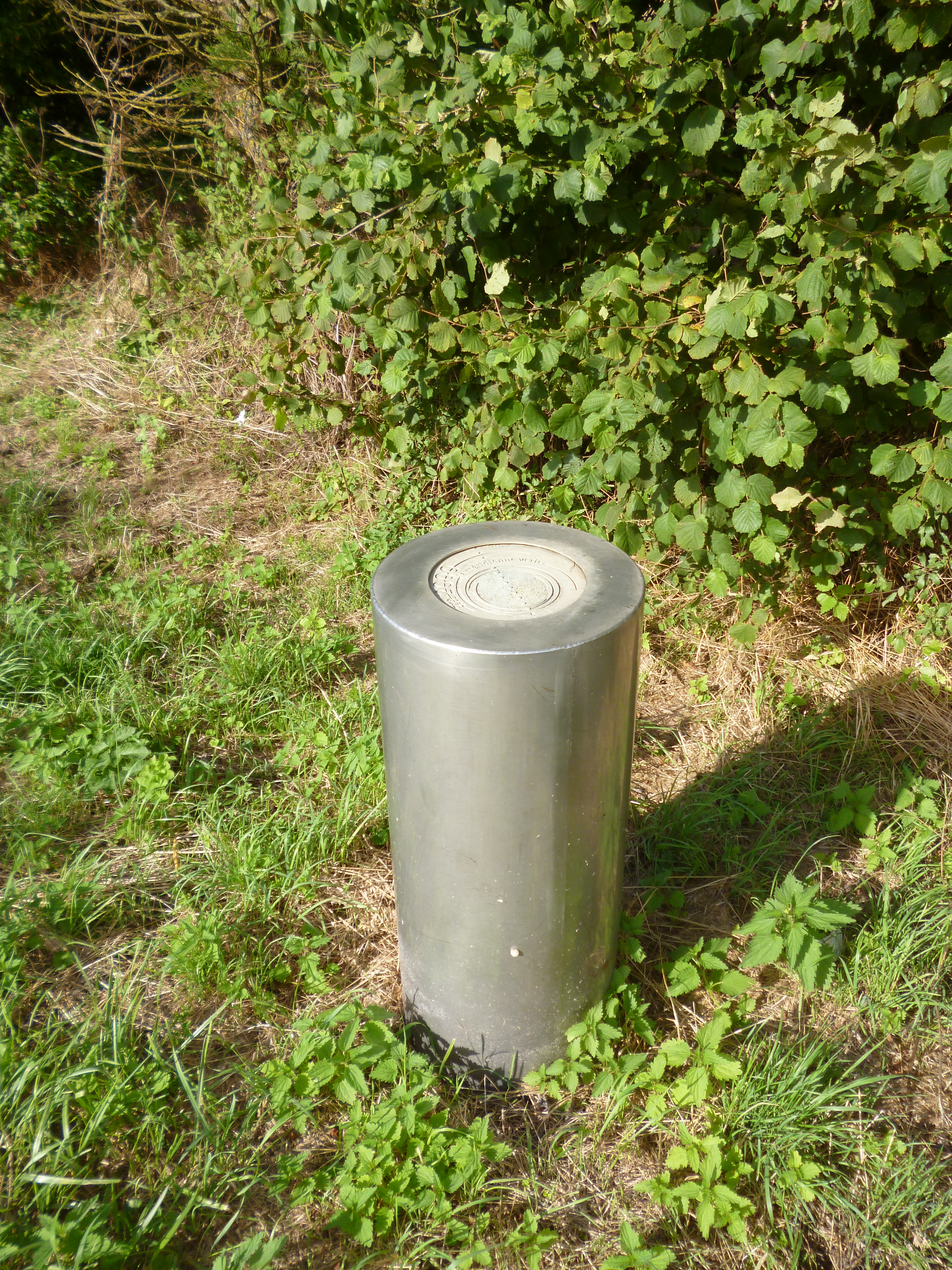
Borne de la Méridienne verte.

### Héraldique
| Blason de Bonvillers | Blason  | Écartelé de sable et d'or, au 1) chargé d'une étoile d'or posée en bande, au 2) d'une étoile de sable posée en barre, à l'étoile brochant sur le 3) et 4) de l'un en l'autre. |
| Blason de Bonvillers | Détails | Le statut officiel du blason reste à déterminer. |